# Iira
Iira är en ort i Estland. Den ligger i Rapla kommun och landskapet Raplamaa, i den västra delen av landet, 50 km söder om huvudstaden Tallinn. Iira ligger 62 meter över havet och antalet invånare är 138.
Terrängen runt Iira är mycket platt. Runt Iira är det mycket glesbefolkat, med 7 invånare per kvadratkilometer. Närmaste större samhälle är Rapla, 4,8 km nordost om Iira. I omgivningarna runt Iira växer i huvudsak blandskog.